# Erg (deserto)

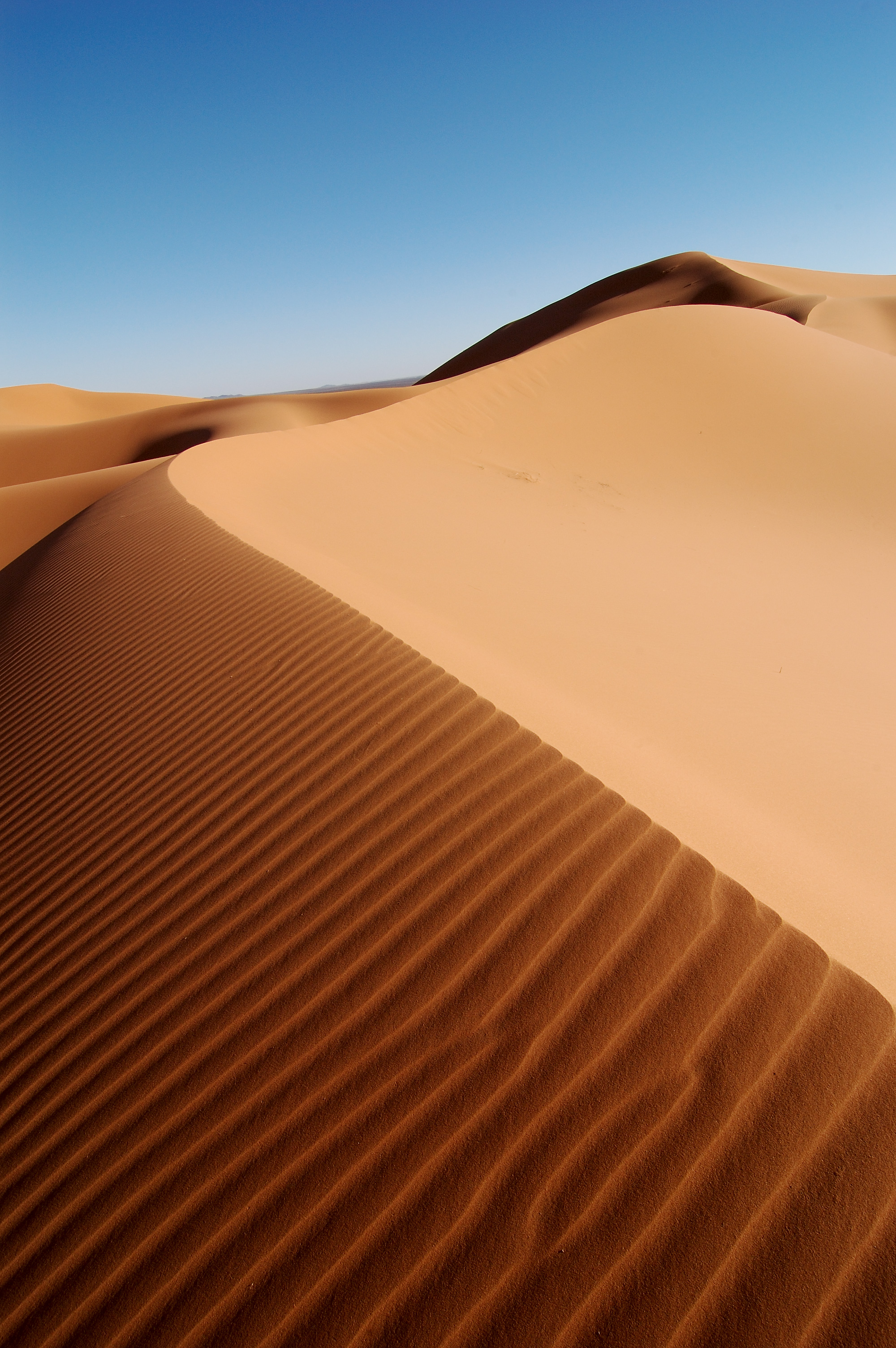
Dune di un erg in Marocco.

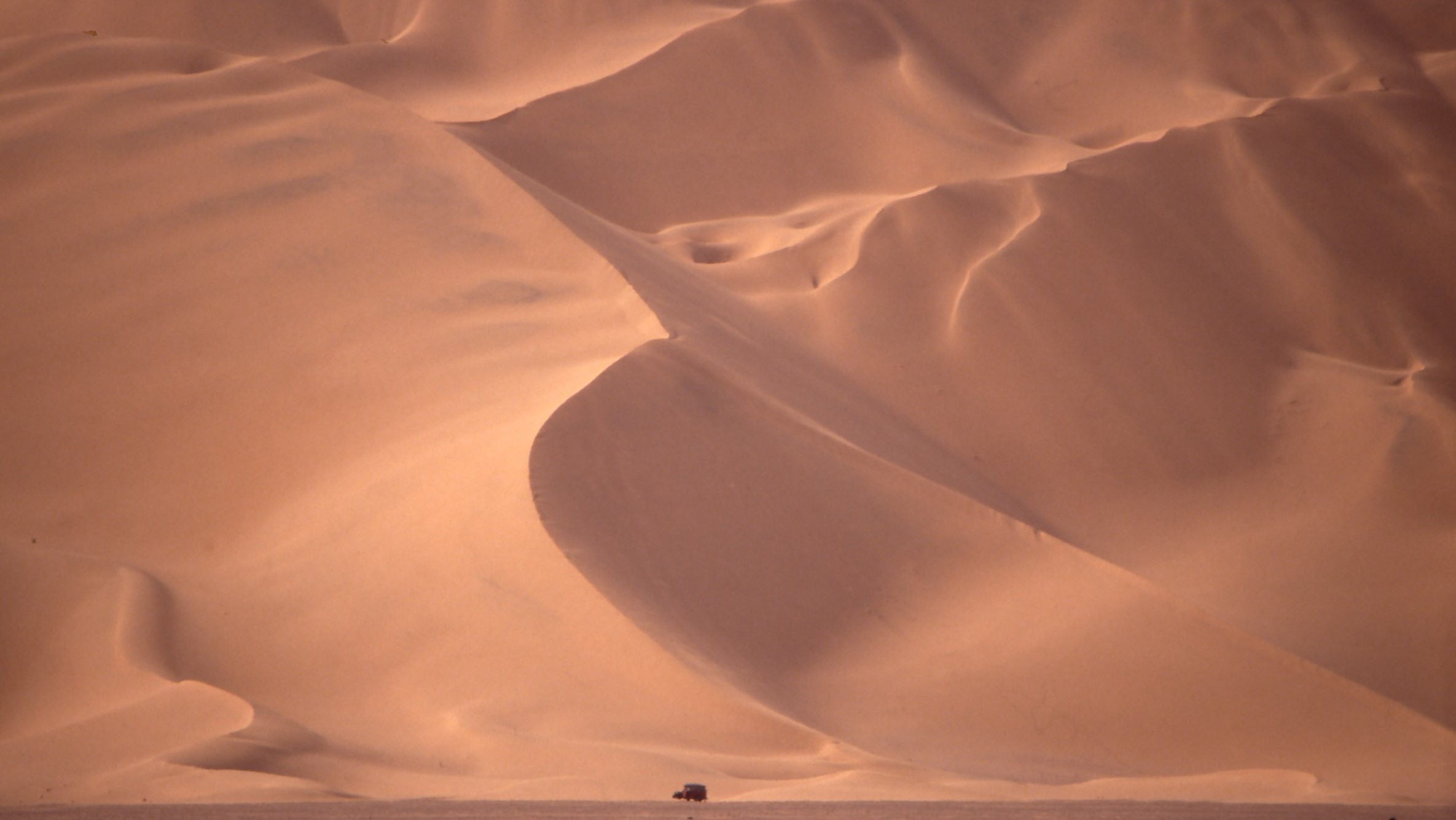
Un veicolo di fronte a una duna del Grande Erg Occidentale.

L'erg (dall'in arabo العرق‎?, al-ʿirq) è un'area desertica costituita da sabbie disposte a dune. In genere gli erg sono situati ai margini di altre distese desertiche, in quanto formati da materiali fini trasportati dal vento.